# نووی شوگان
نووی شوگان (به لاتین: Novy Shugan) یک منطقهٔ مسکونی در روسیه است که در باشقیرستان واقع شده‌است.